# 久保四郎
久保 四郎（くぼ しろう、1946年11月20日 - ）は日本のプロゴルファー。

## 来歴
1970年にプロ入りし、1972年の美津濃トーナメントでは吉川一雄の2位に入る。
1977年の関西オープンでは入江勉・橘田規・宮本康弘と共に山本善隆の2位タイ、日本プロでは内田繁・鈴木規夫と並んでの6位タイに入った。
1977年の関西プロでは初日を戸田藤一郎・井上幸一と並んでの9位タイでスタートし、3日目には杉原輝雄・山本善と並んで3位島田幸作と1打差に着け、最終日には鈴村久・橘田と並んでの8位タイに入った。
1977年のKBCオーガスタでは3日目には68をマークしてブライアン・ジョーンズ（オーストラリア）、中村通・長谷川勝治・安田春雄と並んでの7位タイに浮上し、最終日もジョーンズ・中村・安田と共に7位タイに留まった。
1978年の静岡オープンでは初日に村上隆・青木功・郭吉雄（中華民国）・杉原輝雄・宮本省三と並んでの8位タイでスタートし、2日目には森憲二・呂良煥&許勝三（中華民国）・山本善隆・金本章生と並んでの5位タイに着けた。
1978年の日本プロでは初日に3アンダー69をマークし、青木功・野辺地鼎・上野忠美・小林富士夫・渡辺修・金本・鷹巣南雄・高橋信雄と並んでの4位タイでスタートした。
1978年に福岡を襲った水不足の中で行われたKBCオーガスタではジョーンズら有力選手が予選落ちしたが、最終日には大詰めになって山田健一、ジーン・リトラー（アメリカ）、ベン・アルダ（フィリピン）、鷹巣・宮本・青木と共に11アンダーで並び、2位タイに入った。
1978年の広島オープンでは2日目に68で謝永郁（中華民国）・山本善・尾崎直道・菊地勝司と並んでの5位タイ、3日目には新井規矩雄・草柳良夫と並んでの9位タイに着けた。
1979年の日本プロでは初日を4アンダー68で磯崎功・横島由一・宮本省三・尾崎将司・林慎一と並んでの4位タイでスタートした。
シニア転向後も活躍し、2008年の関西プログランドシニアでは出口栄太郎の2位、2015年の日本プロゴールドシニアでは佐藤正一・矢部昭に次ぐと同時に鷹巣・松本紀彦と並んでの4位タイに入った。

## 著書
- 「ゴルフだれでも250ヤードは飛ばせる―アマチュアにぴったり!驚異の腰軸打法 (21世紀ポケット)」主婦と生活社、1989年7月1日、ISBN 4391111810